# Storyboard

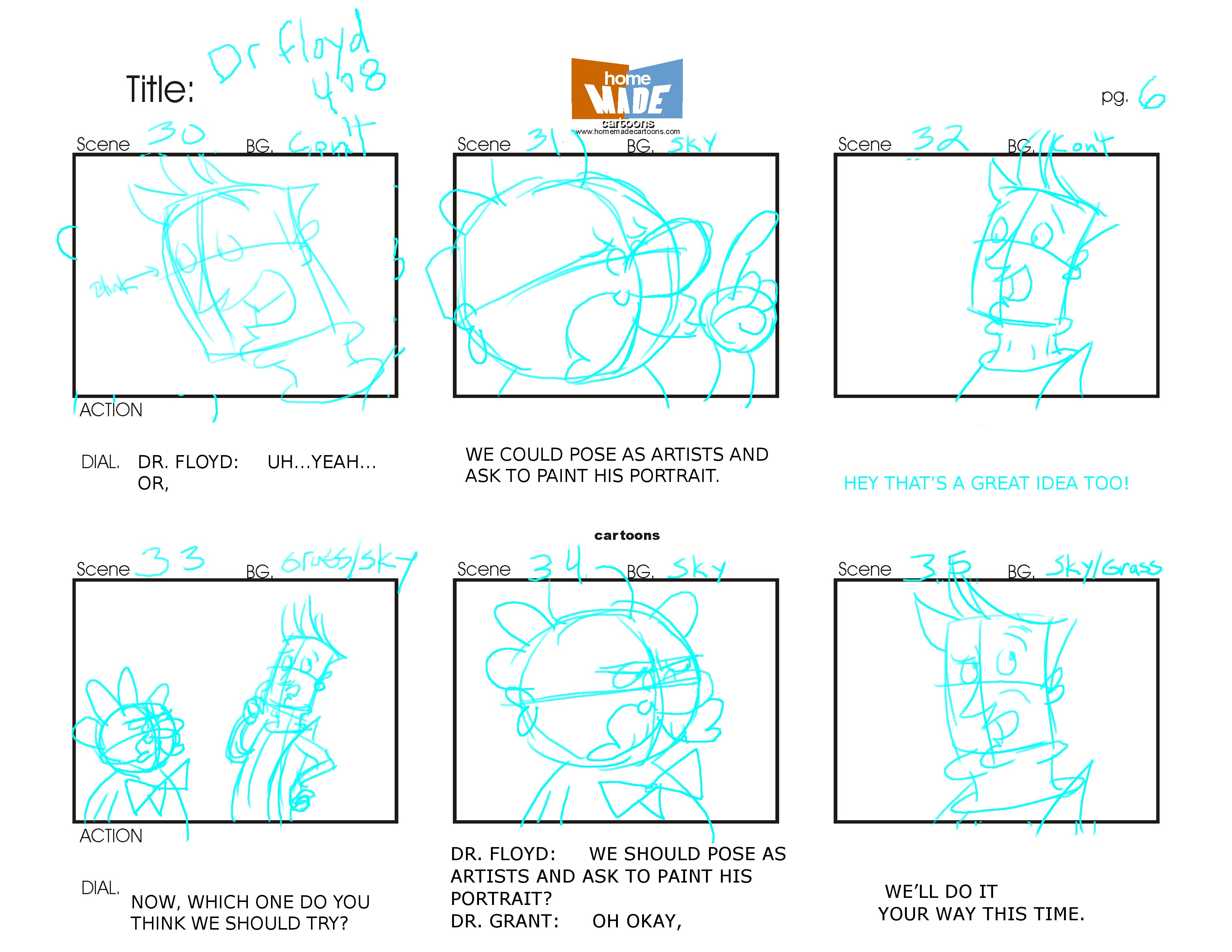
Ett exempel på ett storyboard, i detta fall från avsnitt 408 av The Radio Adventures of Dr. Floyd.

Storyboard (eller bildmanus) är en serieliknande översikt över ett filmmanus. Storyboards används för att visualisera steg i ett interaktivt medium eller scener i en film för att illustrera handlingen och händelseförloppet i filmen. Syftet för bildmanuset är bland annat att ge tydliggörande bildutsnitt, så att stuntscener kan planeras i detalj utan att behöva göra det på inspelningsplats. I en animerad produktion är bildmanuset en hjälp för att planera animeringsarbetet, scen för scen.
Vid större japanska animationsproduktioner kan bildmanus (japanska: ekonte) bifogas DVD-utgåvan, ofta som extramaterial på en bonus-DVD eller som en bifogad bok. Så görs vid många DVD-utgåvor hos Studio Ghibli.
Storyboards görs ofta av särskilda tecknare, alternativt av regissören.